# كريستوفر جوستين ولمان
كريستوفر جوستين ولمان (بالإنجليزية: Christopher Heath Wellman)‏ هو فيلسوف أمريكي، ولد في 22 يونيو 1967.